# Volker Beck (atleta)
Volker Beck (Nordhausen, 30 de junho de 1956) é um ex-atleta da Alemanha Oriental, campeão olímpico dos 400 metros com barreiras em Moscou 1980.
Sem a presença do melhor barreirista da época, Edwin Moses, nos Jogos de Moscou, devido ao boicote promovido pelos Estados Unidos a estes Jogos, Beck, campeão europeu da prova em 1980, 1981 e 1983, era o favorito à vitória. Na prova, ele ganhou a medalha de ouro com facilidade, mesmo fazendo o tempo mais lento numa final desde Tóquio 1964. Também ganhou uma medalha no revezamento 4X400 metros.
Depois de encerrar sua carreira, começou a trabalhar como técnico, chegando a dirigir a equipe de atletismo alemã.